# Дериева, Регина Иосифовна

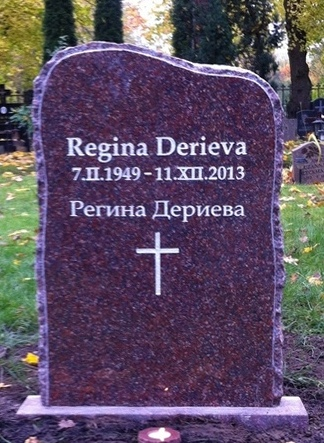
Могила Регины Дериевой на Норра бегравнингсплатсен в Стокгольме

Регина Иосифовна Дериева (7 февраля 1949, Одесса, УССР, СССР — 11 декабря 2013, Стокгольм, Швеция) — поэт, переводчик и прозаик.

## Биография
Регина Дериева родилась 7 февраля 1949 года в Одессе. В 1960 году переехала с родителями в Целиноград (сегодня — Астана), а спустя пять лет — в Караганду. Закончив в 1969 году музыкальное училище, была там же принята на работу и преподавала фортепиано в течение четырнадцати лет. В 1979 году окончила филологический факультет Карагандинского университета, а в 1989 году была принята в члены Союза писателей СССР.
Последовав совету Иосифа Бродского, который писал о стихах Регины Дериевой: «Подлинное авторство тут — самой поэзии, самой свободы», в 1990 году она решила покинуть Советский Союз.
Эмигрировав в начале 1991 года в Израиль, Регина Дериева проживала в Восточном Иерусалиме, Вифлееме и Бейт-Сафафе, не получая израильского гражданства. Приняв крещение в 1989 году в Католической церкви, она не подлежала закону о возвращении. В Иерусалиме она вместе со своим мужем Александром стояла у истоков русскоязычной католической общины. В 1996 году Регине Дериевой и её семье было официально отказано в гражданстве Верховным судом Израиля. После этого она без каких-либо документов несколько лет жила и работала как «poet in residence» в экуменическом институте Тантур.
Летом 1999 года Регина Дериева получила приглашение шведских епископов для участия в международной конференции в Линчёпинге, после чего она была выдворена израильскими властями из страны без права возвращения.
Обретя шведское гражданство и будучи членом союза писателей Швеции, Регина Дериева принимала участие в ряде шведских и международных литературных фестивалей. В 2003 году, она была награждена Shannon Fellowship of the International Thomas Merton Society, а в 2009 — медалью шведской Католической Церкви «ORA ET LABORA» за свою литературную деятельность.
Похоронена на кладбище Норра бегравнингсплатсен в Стокгольме.
Основной архив Регины Дериевой передан в Стэнфордский университет. Некоторые материалы хранятся в библиотеке Бейнеке Йельского университета, архиве Сигтунского фонда и Сигтунском музее.

## Творчество
Регина Дериева — автор трёх десятков книг стихов, эссе, прозы и переводов. Ряд её произведений был переведён на английский, шведский, французский, арабский и многие другие языки. Среди её переводчиков: Дэниел Уайссборт, Джим Кейтс, Питер Франс, Алан Шоу, Роберт Рид, Вероника Лосская, Бенгт Янгфельдт, Хокан Санделль и Бенгт Самуэльсон.
Стихотворные циклы Дериевой «Via Crucis» (Крестный путь), «De Profundis» и «Hail Mary» (Радуйся Мария) были изданы в виде компакт-дисков британской музыкальной компанией «The Divine Art». Первые два цикла были положены на музыку итальянским композитором Армандо Пьеруччи (Armando Pierucci).
До эмиграции печаталась в советских журналах «Простор», «Аврора», «Дніпро», «Радуга», «Нева».
После 1991 года в следующих периодических изданиях: «Modern Poetry in Translation», «Salt Magazine», «Poetry East», «Cyphers», «Holy Land Magazine», «La Terra Santa», «Siaures Atenai», «Cross Currents», «Artes», «Poetry Magasine», «Notre Dame Review», «Ars Interpres», «mid)rib», «The Liberal», «Quadrant», «St. Petersburg Review», «Artful Dodge», «The Dirty Goat», «Dublin Poetry Review», «Aorta», «Poetry International», «Quarterly Literary Review Singapore», «Words Without Borders», «The American Poetry Review», «Новый журнал», «Встречи», «Побережье», «Joy of Resurrection», «Интерпоэзия», «День и ночь», «Крещатик», «Топос», «Стетоскоп», «Звезда», «Новая Юность», «Арион», «Октябрь», «Знамя».
Британский поэт Тим Лиардет заметил, что

«Лучшие стихи Регины Дериевой одновременно сокровенны и непосредственны, ярки и будничны, личны и дистанциированны. Лишь немногие поэты добиваются такого рода преображения в нескольких словах».

Арис Фиоретос, в свою очередь, подчеркнул, что

 '"Дериева сочетает в своих стихах глубину души с превосходным отсутствием сентиментальности, подлинное осознание традиции с подобного же рода трезвостью. Только при таком сочетании Слово превращается в прах, а прах — в слова. И лишь в этом случае целью чтения религиозной поэзии становится не что-либо предсказуемое, но необходимое потрясение". 

Томас Венцлова дал общую оценку её творчества:

«Регина Дериева приводит в действие тайные ресурсы речи, раскрывает её парадоксальную природу. Живое биение словаря, неожиданные подстановки понятий, переклички горько переосмысленных цитат придают её стихам глубину, а нередко и эпиграмматическую точность. Образы её бывают неуловимыми и причудливыми, на первый взгляд даже случайными — но это та кажущаяся случайность, которая есть лишь обратная сторона необходимости».

Австралийский же поэт Лес Маррей уточнил:

«Регина Дериева прошла очень суровую школу, но тьме не уступила. Она знает горькую правду внутри каждого из нас. И её точные и лапидарные стихи никогда не отступают от этой ориентации».

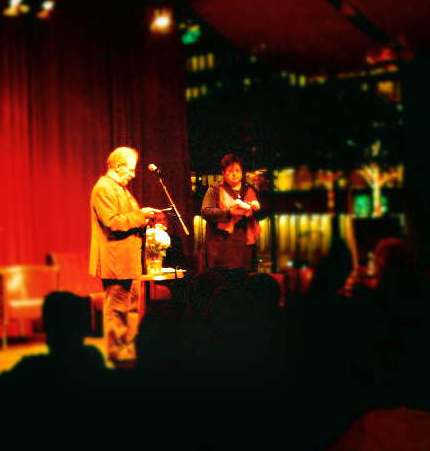
Дэниел Уайссборт читает переводы стихов Регины Дериевой

### Сборники стихов
- Почерк — Алма-Ата: Жазушы, 1978.
- Узел жизни — Алма-Ата: Жазушы, 1980.
- По первопутку — предисловие Давида Самойлова. Алма-Ата: Жазушы, 1985.
- Два неба — предисловие Леонида Зорина. Алма-Ата: Жазушы, 1990. (не издана)
- Отсутствие — Нью-Йорк: Эрмитаж, 1993.
- Молитва дня — Иерусалим: Радость Воскресения, 1994.
- Зимние лекции для террористов — London, Horse Books, 1997.
- De profundis —East Jerusalem, Magnificat Institute, 1998.
- Via Crucis — на русском, итальянском и английском. East Jerusalem, Magnificat Institute. 1998.
- Последняя война /The Last War/ — компакт-диск. Israel, Holy Land Records Ltd.. 1998.
- I nuovi fioretti di S. Francesco — на итальянском и арабском. East Jerusalem, Artistic Press. 1998
- Обучение молчанию — на русском, французском и английском. East Jerusalem, Latroun Abbey. 1999.
- Памяти памятников — на русском и английском. East Jerusalem, Art Printing Press, 1999.
- Hail Mary /Радуйся Мария/ — компакт-диск. England, The Divine Art Record Company, 1999.
- Inland Sea And Other Poems — на английском. South Shields, The Divine Art. 1999.
- L'étoile du pelerine — на французском. South Shields, The Divine Art. 1999.
- Беглое пространство — Stockholm, Hylaea, 2001.
- Последний остров — Stockholm, Hylaea, 2002.
- Himmelens geometri — на шведском. Stockholm, Norma — Artos. 2003.
- Собрание дорог — Избранные стихотворения и эссе в 2-х тт.. СПб.: Алетейя, 2005.
- Alien Matter — на английском. New York, Spuyten Duyvil. 2005.
- Allt som tolv kejsare inte hunnit säga — на шведском, русском, и английском. Stockholm, AIP. 2007.
- Oavbrutet svarta bilder — на шведском. Goteborg, Carl Forsbergs Bokforlag. 2007.
- The Sum Total Of Violations — на английском. UK, Arc Publications. 2009.
- Corinthian Copper — на английском. Michigan, Marick Press. 2010.
- Chleb i Sól. Poznań: Flos Carmeli, 2015.
- Сочинения. В 2 томах (Том 1. Стихотворения. 1975-2013; Том 2. Проза. 1987-2013). СПб.: Издательство Журнала "Звезда",  2015.
- Den tatuerade Mnemosyne — на шведском. Stockholm: AIP, 2016.
- Speglingar — на шведском. Bonn, Pamphilus Press, 2020.
- Earthly Lexicon — на английском. Washington, Marick Press. 2019/2020.
- Images in Black, Continuous — на английском. Boston, M-Graphics Publishing, 2021.
- Efter Pictor — на шведском. Bonn, Pamphilus Press, 2021.
- Вибрані хмари — Переклад українською — Олександр Хінт. Одеса. Видавник Бондаренко М.О. 2024.
- Det ändlösa kriget — на шведском. Stockholm, Bokförlaget Faethon, 2025.

### Книги эссе на английском языке
- Three Possibilities To See The Kingdom Of God — Jerusalem, Alphabet. 1994.
- The Meaning of Mystery — East Jerusalem, Proche-Orient Chretien — Modex. 1998.

### Проза
- В мире страшных мыслей — East Jerusalem, Art Printing Press. 1998. (под псевдонимами Василий Скобкин и Малик Джамал Синокрот)[17]
- Придурков всюду хватает — Москва: Текст, 2002.
- De yttre tingens ordning. Sentenser, sarkasmer, paradoxer — на шведском. Stockholm, Bokförlaget Faethon, 2020.

### Переводы
- Фредерик Смок. Стихи — Нью-Йорк: Ars-Interpres. 2002.
- Лес Маррей. Завершение символа — Нью-Йорк — Стокгольм: Ars-Interpres. 2004.
- Джон Кинселла. Небесный императив — Нью-Йорк — Стокгольм: Ars-Interpres. 2004.
- Дэниел Уайссборт. Перемена имени — Стокгольм: AIP. 2006.
- Пер Вестберг. Determination of Place — Стокгольм: AIP. 2008.

### Стихи и проза в антологиях
- Час поэзии — Москва: Молодая гвардия, 1965.
- Шутки в сторону — Алма-Ата: Жазушы, 1989.
- Антология русского верлибра — Москва: Прометей, 1991.
- Строфы Века. Антология русской поэзии — Москва: Полифакт, 1999.
- Christus in der russischen Literatur, Munchen, Sagner.1999.
- Russian Women Poets, Carcanet, Mancester, 2005.
- New European Poets, Graywolf Press, Minnesota, 2008.
- The Poet And His World, En Tipis Publications, Nicosia, 2010.
- IOU: New Writing on Money, Concord Free Press, Massachusetts, 2010.
- Гамлет. Вариации. По страницам русской поэзии. М.: Центр книги Рудомино, 2012.
- Стебель травы. Антология переводов поэзии и прозы. СПб.: Алетейя, 2021.
- На Страстной. М.: Art-Vision, 2021.